# Эль-Чарко (Колумбия)
Эль-Чарко (исп. El Charco) — город и муниципалитет на юго-западе Колумбии, на территории департамента Нариньо. Входит в состав провинции Санкьянга.

## История
Поселение, из которого позднее вырос город, было основано в 1886 году. Муниципалитет Эль-Чарко был выделен в отдельную административную единицу в 1967 году.

## Географическое положение

Муниципалитет Эль-Чарко

Город расположен в северной части департамента, в пределах Тихоокеанской равнины, на правом берегу реки Тапахе, на расстоянии приблизительно 165 километров к северо-западу от города Пасто, административного центра департамента. Абсолютная высота — 14 метров над уровнем моря.
Муниципалитет Эль-Чарко граничит на севере с территорией муниципалитета Санта-Барбара, на западе — с муниципалитетом Ла-Тола, на юго-западе — с муниципалитетом Магуи-Паян, на юго-востоке — с муниципалитетами Кумбитара и Эль-Росарио, на юге — с муниципалитетом Лейва, на северо-востоке — с территорией департамента Каука, на северо-западе омывается водами Тихого океана. Площадь муниципалитета составляет 2485 км².

## Население
По данным Национального административного департамента статистики Колумбии, совокупная численность населения города и муниципалитета в 2024 году составляла 23 249 человек.
Динамика численности населения муниципалитета по годам:
| 2005   | 2010   | 2015   | 2020   | 2021   | 2022   | 2023   | 2024   |
| ------ | ------ | ------ | ------ | ------ | ------ | ------ | ------ |
| 25 733 | 30 785 | 36 856 | 22 782 | 22 858 | 23 007 | 23 099 | 23 249 |

Согласно данным переписи 2005 года мужчины составляли 50,4 % от населения Эль-Чарко, женщины — соответственно 49,6 %. В расовом отношении негры, мулаты и райсальцы составляли 94,7 % от населения города; индейцы — 3 %; белые и метисы — 2,3 %.
Уровень грамотности среди всего населения составлял 66,3 %.

## Экономика
Большинство трудоспособного населения занято в сельском хозяйстве, лесозаготовке, золотодобыче и рыболовстве.
100 % городских и муниципальных предприятий составляют предприятия торговой сферы.